# Волжское войсковое казачье общество
Волжское войсковое казачье общество (ВВКО) — одно из 12 войсковых казачьи обществ в Российской Федерации. Некоммерческая организация создана и внесена в Государственный реестр казачьих обществ в Российской Федерации в 1996 году.
Волжское войсковое казачье общество ставит целью возрождение традиций волжских казаков (первые упоминания о которых в летописях датируются 1560 годом), а также учрежденного в 1734 году императрицей Анной Иоанновной Волжского казачьего войска (передислоцированного в конце XVIII века на Терек).

## История
После распада СССР движение по возрождению волжского казачества началось в 1993 году. В 1996 году Волжское войсковое казачье общество было внесено в Государственный реестр казачьих обществ в Российской Федерации. Распоряжением Президента Российской Федерации от 11 июня 1996 года № 308-рп утвержден устав общества. 
Распоряжением президента Российской Федерации от 1 августа 1996 г. № 407-рп и указом президента Российской Федерации от 16 марта 2007 г. № 357 руководителем (атаманом) ВВКО утвержден Б. Н. Гусев. Указом Президента Российской Федерации от 20 сентября 2010 г. № 1136 руководителем ВВКО утвержден И К. Миронов. Указами Президента Российской Федерации от 16 апреля 2014 г. № 246 и от 27 июня 2019 г. № 299 руководителем (атаманом) Волжского войскового казачьего общества Указом Президента Российской Федерации от 16 апреля 2014 г. № 246 утвержден казачий полковник Ю. Е. Иванов.

## Структура
Штаб ВВКО располагается в городе Самаре. 
Волжское войсковое казачье общество объединяет (2022) девять окружных казачьих обществ: 
- Самарское окружное казачье общество,
- Верхнекамское отдельное окружное казачье общество,
- Западное окружное казачье общество,
- Окружное казачье общество Саратовской области,
- Пензенское отдельное казачье общество,
- Северо-Западное (Прикамское) объединённое окружное казачье общество,
- Симбирское отдельное казачье общество,
- Татарстанское окружное казачье общество.
- Вятское окружное казачье общество.

Согласно официальной статистике штаба ВВКО кроме 9 окружных казачьих общество объединяет (2022) 2 юртовых, 18 городских, 46 станичных, 71 хуторских казачьих обществ, в которых состоят 7 422 казака, из них 4 965 казаков, взявших обязательства по несению государственной или иной службы.